# Lichttest
Lichttest ist ein Televoting-Verfahren aus dem Jahr 1969, welches ohne Telefon funktionierte.
Beim Lichttest wurden Zuschauer gebeten, möglichst viele elektrische Verbraucher in ihrer Wohnung einzuschalten.
Mitarbeiter der Elektrizitätswerke überwachten dann den Anstieg des Stromverbrauches.
In der Show Wünsch Dir was mit Dietmar Schönherr und Vivi Bach (ZDF, 1970er Jahre) wurde stets eine Stadt ausgewählt, die durch Ein- und Ausschalten der Leuchtmittel in der Wohnung über Kandidaten-Familien abstimmen sollten, was durch einen Mitarbeiter im jeweiligen E-Werk überwacht wurde. Dieser wurde vom Studio aus angerufen und hat dann angegeben, um wie viel der Stromverbrauch bei der Abstimmung gestiegen war. Danach wurden alle aufgefordert wieder auszuschalten, um die Ausgangssituation für die nächsten Kandidaten gleich zu halten.
Wegen der hohen Belastung des lokalen Stromnetzes wurde in Wünsch Dir was für einige Folgen eine abgewandelte Form des Lichttests vorgenommen. Hierbei wurden die Zuschauer dazu aufgefordert, Wasserhähne zu öffnen und Klospülungen zu betätigen. Dieses alternative Verfahren wurde später wegen Kritikäußerungen über Wasserverschwendung auch eingestellt.
Ab 1979 stand dann mit TED ein telefonisches Abstimmungssystem zur Verfügung.